# Р-142
Р-142 — командно-штабная машина (КШМ) тактического звена управления (полк/дивизия) сухопутных войск.

## Краткое описание
Р-142 предназначена для обеспечения КВ и УКВ радиосвязи, обеспечивает ведение двусторонней радиосвязи с однотипными радиостанциями в любое время суток и года, как на стоянке, так и в движении (на скоростях до 40 км/ч). Аппаратура Р-142 обеспечивает симплексную радиотелефонную связь в открытом и закрытом режиме.

## Модификации КШМ
В Советской Армии ВС СССР наибольшее распространение получил вариант КШМ Р-142Н «Деймос-Н» на шасси ГАЗ-66. В частях и подразделениях ВДВ применялась Р-142Д «Деймос-Д» (на шасси ГАЗ-66Б с КУНГом КМ-66ДС), в войсках ГО — Р-142Г. В войсках стран Варшавского договора (ОСВД) оборудование КШМ Р-142 могло располагаться в кузове DF-3 производства завода Ikarus. Модификации отличались наличием радиостанции Р-809 для связи с самолётами, дополнительной аппаратуры засекречивания связи.

## Состав оборудования
Состав оборудования КШМ подробно описан в учебном пособии ТГТУ. В зависимости от специфики подразделения или в ходе модернизации, оборудование КШМ может не совпадать с моделями, описанными в учебном пособии. Радиостанции (р/ст.) могут быть заменены на средства связи нового поколения. Например УКВ р/ст. Р-173М, УКВ р/ст. Р-123, УКВ р/ст. Р-111, УКВ р/ст. Р-171М, КВ р/ст. Р-134М, КВ р/ст. Р-130, УКВ р/ст. Р-163-50У, две УКВ р/ст. Р-111, ЗАС Т-219.